# Попова, Неля Анатольевна
Неля (Нелли) Анатольевна Попова (род. 1964) — советская и российская актриса театра и кино, Заслуженная артистка России (2005).

## Биография
Родилась 31 августа 1964 г. в Днепродзержинске. 
В 1988 году окончила ЛГИТМиК, курс Ларисы Малеванной. В 1988—1991 гг. — актриса Театра-студии под руководством Ларисы Малеванной, в создании которого принимала участие.
В 1991—1992 гг. входит в труппу Театра реального искусства, созданного Эриком Горошевским.
В 1992 году актриса поступает в труппу Театра им. В. Ф. Комиссаржевской. А с января 1995 г. становится ведущей артисткой Санкт-Петербургского театра «Русская антреприза» имени Андрея Миронова.
Особое плодотворное сотрудничество на драматической сцене сложилось у актрисы с последними учениками Г. А. Товстоногова режиссёрами театра и кино Владом Фурманом и Юрием Цуркану, в чьих спектаклях сыграла свои лучшие роли, в том числе остродраматическую Тамару в «Гупёшке» Василия Сигарева и Влада Фурмана и Раневскую в спектакле Юрия Цуркану «Вишнёвый сад».
В 2011 году стала Лауреатом Российской Национальной актёрской премии имени Андрея Миронова «Фигаро» в номинации «За блистательное исполнение ролей на театральной сцене».

## Театр

### Санкт-Петербургский театр «Русская антреприза» имени Андрея Миронова
- 1996 — «Скандал в Пассаже» Ф. М. Достоевского — Елена, режиссёр Влад Фурман
- 1999 — «Обломов» И. Гончарова — Ольга Ильинская, режиссёр Влад Фурман
- 2000 — Фантазии Фарятьева А. Соколовой — Александра, режиссёр Юрий Цуркану
- 2000 — «Чайка» А. П. Чехова — Нина Заречная, режиссёр Сандро Товстоногов
- 2001 — «Отверженные» В. Гюго — Фантина и Козетта, режиссёр Влад Фурман
- 2003 — «Господа Головлёвы» М. Салтыкова-Щедрина) — Аннинька, режиссёр Влад Фурман
- 2005 — «Гупёшка» В. Сигарева — Тамара, режиссёр Влад Фурман
- 2008 — «Красотка и семья» С. Моэма, перевод Виктора Вебера — Виктория, режиссёр Влад Фурман
- 2010 — «Рыцарь Серафимы» («Бег») М. А. Булгакова — Серафима Корзухина, режиссёр Юрий Цуркану
- 2011 — «Третья голова» Марселя Эмэ — Роберта, режиссёр Юрий Цуркану
- 2012 — Вишнёвый сад А. П. Чехова — Любовь Андреевна Раневская, режиссёр Юрий Цуркану
- 2017 — Трамвай «Желание» Т. Уильямса— Бланш Дюбуа, режиссёр Влад Фурман
- 2021 — Гамлет У. Шекспира — Гертруда, режиссёр Влад Фурман

### Продюсерская компания «Эрмитаж»
- 2012 — «Товарищ» Ж. Дюваля — режиссёр Андрей Гаврюшкин, сценография и костюмы Александра Васильева

## Избранная фильмография
- 1985 — Ради нескольких строчек — Настя
- 1990 — Анекдоты — учительница
- 1993 — Заповедник гоблинов — (фильм-спектакль) Керол Хемптон, историк
- 1993 — Паром «Анна Каренина»
- 2000, 2003 — Агент национальной безопасности 2 и 4 — Марина Леонидовна Кострова (15 серия Смертник) и Лена Покровская (43-44 серии Спас нерукотворный: арестована в 44-й серии)
- 2001 — По имени Барон — Анжела, жена Алексея
- 2002, 2008 — Улицы разбитых фонарей-4 и 9 — Светлана, жена Сидоренко (23-я серия Морские волки), Галина Михайловна Самохвалова (11-я серия Лабиринт)
- 2003 — Бандитский Петербург. Фильм 6. Журналист — Мария Антоновна Гринько (6-я и 7-я серия)
- 2003 — Кобра. Антитеррор — эпизод (Таллинский экспресс Фильм 7)
- 2003 — Мангуст — Нина Шерман (Любовь олигарха 4-я серия)
- 2006 — Телохранитель — Вероника, бывшая жена Туманова (Недетский мир фильм 2)
- 2007 — Дюжина правосудия — Мария Сергеевна Яхонтова 38 лет, актриса, присяжный заседатель
- 2007—2008 — Литейный, 4 1-й и 2-й сезон — Ксения, актриса (4-я серия Час пик, 7-я серия Говорящая татуировка, 14-я серия Первый день года и 16-я серия Один против всех и второй сезон 5-я серия Лицо)
- 2007 — Любовь одна — Жанна, подруга и коллега Ольги
- 2008 — Висяки — эпизод (Прелюдия к финалу фильм Дело № 7)
- 2008 — Мамочка, я киллера люблю — Люся Белых, подруга Анжелы, журналистка
- 2009 — Лабиринт — Наташа
- 2009 — Террористка Иванова — Людмила, жена Михаила Пилюгина
- 2009 — 2010 — Слово женщине — Елена Гордеева
- 2010 — Гаишники — Мария Сергеевна, мать жениха (Фильм 15 Рейдерский вальс)
- 2010 — Капитан Гордеев — Елена Покобцева (Фильм 2 Золотая клетка)
- 2010 — Семейный дом — Лариса, подруга Жени, невеста Вадима
- 2012 — Личные обстоятельства — Лена, бывшая жена Кузнецова
- 2012 — Тайны следствия-11 — Алла Леонидовна Выготская (Фильм 1 Переходяшее пиво)
- 2014 — Куприн — Эмма Эдуардовна (Фильм 3 Яма)
- 2014 — На крыльях — Елена Витальевна, психолог
- 2014 — Подозрение — жена Баранчука
- 2016 — Шаман. Новая угроза — Марина Несмеянова, жена Андрея (В 6 фильмах Семья, Пристав, Ложная версия, Под куполом цирка, Курьер и Шаман, шаман)
- 2016 — Таинственная страсть — жена Репина
- 2017 — Пять минут тишины — Елизавета Дмитриевна, мать Грека
- 2017 — Гупёшка — Тамара
- 2018 — Пять минут тишины. Возвращение — Елизавета Дмитриевна, мать Грека
- 2019 — Две сестры
- 2019 — Не ждали
- 2019 — Алекс Лютый — Анастасия Бородкина
- 2020 — Лебединый пруд
- 2021 — Родитель

## Семья
Муж —  Владислав Рудольфович Фурманов (псевдонимы Влад Фурман и Владислав Буланов) (род. 5 марта 1969, Ленинград), режиссёр театра и кино: «Улицы разбитых фонарей» — 5, 6, 7, 8 и «Агент национальной безопасности — 4, 5».
- Сын — Алексей Владиславович Фурманов (род. 23.03.1997, Санкт-Петербург), артист театра и кино, выпускник актёрского факультета Санкт-Петербургской Академии театрального искусства (курс заслуженного артиста России Сергея Бызгу), артист Академического Большого драматического театра имени Г.А. Товстоногова.

Свёкор — Рудольф Давыдович Фурманов (22 октября 1938, Ленинград — 9 апреля 2021, Санкт-Петербург), артист театра и кино и продюсер, театральный режиссёр, литератор, антрепренёр. народный артист России.
Родная племянница — Кристина Алексеевна Кузьмина (род. 1 марта 1980, Ленинград), актриса театра и кино.